# Kanton Bellegarde
Der Kanton Bellegarde war von 1790 bis 2015 ein französischer Wahlkreis im Arrondissement Montargis, im Département Loiret und in der Region Centre-Val de Loire; sein Hauptort war Bellegarde.
Der Kanton umfasste Wahlberechtigte aus zwölf Gemeinden:
| Gemeinde                | Einwohner Jahr | Fläche km² | Bevölkerungsdichte | Postleitzahl | Code INSEE |
| ----------------------- | -------------- | ---------- | ------------------ | ------------ | ---------- |
| Auvilliers-en-Gâtinais  | 363 (2013)     | –          | – Einw./km²        | 45270        | 45017      |
| Beauchamps-sur-Huillard | 416 (2013)     | –          | – Einw./km²        | 45270        | 45027      |
| Bellegarde              | 1756 (2013)    | –          | – Einw./km²        | 45270        | 45031      |
| Chapelon                | 274 (2013)     | –          | – Einw./km²        | 45270        | 45078      |
| Fréville-du-Gâtinais    | 185 (2013)     | –          | – Einw./km²        | 45270        | 45150      |
| Ladon                   | 1376 (2013)    | –          | – Einw./km²        | 45270        | 45178      |
| Mézières-en-Gâtinais    | 262 (2013)     | –          | – Einw./km²        | 45270        | 45205      |
| Moulon                  | 203 (2013)     | –          | – Einw./km²        | 45270        | 45219      |
| Nesploy                 | 396 (2013)     | –          | – Einw./km²        | 45270        | 45223      |
| Ouzouer-sous-Bellegarde | 310 (2013)     | –          | – Einw./km²        | 45270        | 45243      |
| Quiers-sur-Bézonde      | 1164 (2013)    | –          | – Einw./km²        | 45270        | 45259      |
| Villemoutiers           | 479 (2013)     | –          | – Einw./km²        | 45270        | 45339      |